# Surfe nos Jogos Pan-Americanos de 2023 - Qualificação
Abaixo está o sistema de qualificação e os comitês olímpicos nacionais qualificados ao Surfe nos Jogos Pan-Americanos de 2023, programado para ser realizado na praia de Punta de Lobos, na comuna de Pichilemu, Chile, de 24 a 30 de outubro de 2023.

## Classificação
Um total de 88 surfistas irão se classificar através de diversos torneios classificatórios. O país-sede, Chile, recebeu automaticamente 10 vagas para os oito eventos. Na categoria de prancha curta, uma nação pode inscrever até dois atletas, com o máximo de um em todas as outras categorias. Um país pode inscrever no máximo 10 surfistas (cinco por gênero). Um atleta só pode conquistar uma vaga para sua nação.

## Linha do tempo
| Eventos                                        | Data                                  | Local                 |
| ---------------------------------------------- | ------------------------------------- | --------------------- |
| Campeonato Mundial de SUP da ISA de 2022       | 28 de outubro – 6 de novembro de 2022 | San Juan              |
| 2022 ALAS Pro Tour                             | Janeiro – Dezembro de 2022            | Vários                |
| Jogos Mundiais de Surfe da ISA de 2023         | 30 de maio – 7 de junho de 2023       | La Bocana e El Sunzal |
| Jogos de Surfe da PASA 2023                    | 21–30 de abril de 2023                | Santa Catalina        |
| Campeonato Mundial de Longboard da ISA de 2023 | 7–13 de maio de 2023                  | La Bocana e El Sunzal |

## Sumário de classificação
Abaixo está o sumário de classificação.
| Nação              | Masculino  | Masculino | Masculino   | Masculino | Feminino   | Feminino  | Feminino    | Feminino  | Total     |
| Nação              | Shortboard | SUP surfe | SUP corrida | Longboard | Shortboard | SUP surfe | SUP corrida | Longboard | Surfistas |
| ------------------ | ---------- | --------- | ----------- | --------- | ---------- | --------- | ----------- | --------- | --------- |
| ARG Argentina      | 2          | 1         | 1           |           | 1          | 1         | 1           |           | 7         |
| BAR Barbados       |            |           |             |           | 1          |           |             |           | 1         |
| BRA Brasil         | 2          | 1         | 1           | 1         | 1          | 1         | 1           | 1         | 9         |
| CAN Canadá         | 1          | 1         | 1           |           | 2          | 1         | 1           | 1         | 8         |
| CHI Chile          | 2          | 1         | 1           | 1         | 2          | 1         | 1           | 1         | 10        |
| COL Colômbia       |            |           |             |           | 1          | 1         |             |           | 2         |
| CRC Costa Rica     |            | 1         | 1           | 1         |            |           | 1           | 1         | 5         |
| ESA El Salvador    |            |           |             |           |            | 1         |             | 1         | 2         |
| ECU Equador        |            |           |             |           | 1          | 1         |             |           | 2         |
| USA Estados Unidos |            | 1         | 1           |           |            | 1         | 1           |           | 4         |
| MEX México         |            | 1         |             |           |            |           | 1           |           | 2         |
| PAN Panamá         | 2          |           | 1           |           |            |           | 1           |           | 4         |
| PER Peru           | 2          | 1         | 1           | 1         | 2          | 1         | 1           |           | 9         |
| PUR Porto Rico     |            | 1         | 1           |           |            |           | 1           |           | 3         |
| URU Uruguai        |            |           | 1           | 1         |            |           |             |           | 2         |
| Total: 15 CONs     | 16         | 9         | 10          | 9         | 16         | 9         | 10          | 9         | 88        |

## Masculino

### Shortboard
| Evento                         | Vagas | Classificados                                                                               |
| ------------------------------ | ----- | ------------------------------------------------------------------------------------------- |
| País-sede                      | 2     | CHI Chile CHI Chile                                                                         |
| Jogos Mundiais de Surfe da ISA | 5     |                                                                                             |
| Jogos de Surfe da PASA         | 8     | BRA Brasil CAN Canadá ARG Argentina PAN Panamá PAN Panamá PER Peru ARG Argentina BRA Brasil |
| ALAS Latin Tour                | 1     | PER Peru                                                                                    |
| TOTAL                          | 16    |                                                                                             |

### SUP surfe
| Evento                           | Vagas | Classificados                                          |
| -------------------------------- | ----- | ------------------------------------------------------ |
| País-sede                        | 1     | CHI Chile                                              |
| Campeonato Mundial de SUP da ISA | 4     | BRA Brasil USA Estados Unidos MEX México PER Peru      |
| Jogos de Surfe da PASA           | 4     | CAN Canadá PUR Porto Rico ARG Argentina CRC Costa Rica |
| TOTAL                            | 9     |                                                        |

### SUP corrida
| Evento                           | Vagas | Classificados                                                   |
| -------------------------------- | ----- | --------------------------------------------------------------- |
| País-sede                        | 1     | CHI Chile                                                       |
| Campeonato Mundial de SUP da ISA | 4     | USA Estados Unidos PER Peru BRA Brasil ARG Argentina            |
| Jogos de Surfe da PASA           | 5     | PUR Porto Rico CAN Canadá PAN Panamá URU Uruguai CRC Costa Rica |
| TOTAL                            | 10    |                                                                 |

### Longboard
| Evento                            | Vagas | Classificados                                  |
| --------------------------------- | ----- | ---------------------------------------------- |
| País-sede                         | 1     | CHI Chile                                      |
| ISA World Longboard Championships | 4     |                                                |
| Jogos de Surfe da PASA            | 4     | PER Peru URU Uruguai BRA Brasil CRC Costa Rica |
| TOTAL                             | 9     |                                                |

## Feminino

### Shortboard
| Evento                  | Vagas | Classificados                                                                              |
| ----------------------- | ----- | ------------------------------------------------------------------------------------------ |
| País-sede               | 2     | CHI Chile CHI Chile                                                                        |
| ISA World Surfing Games | 5     |                                                                                            |
| Jogos de Surfe da PASA  | 8     | BRA Brasil BAR Barbados ARG Argentina CAN Canadá PER Peru CAN Canadá PER Peru COL Colômbia |
| ALAS Latin Tour         | 1     | ECU Equador                                                                                |
| TOTAL                   | 16    |                                                                                            |

### SUP surfe
| Evento                           | Vagas | Classificados                                            |
| -------------------------------- | ----- | -------------------------------------------------------- |
| País-sede                        | 1     | CHI Chile                                                |
| Campeonato Mundial de SUP da ISA | 4     | ARG Argentina BRA Brasil COL Colômbia USA Estados Unidos |
| Jogos de Surfe da PASA           | 4     | PER Peru CAN Canadá ECU Equador ESA El Salvador          |
| TOTAL                            | 9     |                                                          |

### SUP corrida
| Evento                           | Vagas | Classificados                                               |
| -------------------------------- | ----- | ----------------------------------------------------------- |
| País-sede                        | 1     | CHI Chile                                                   |
| Campeonato Mundial de SUP da ISA | 4     | USA Estados Unidos CRC Costa Rica PUR Porto Rico BRA Brasil |
| Jogos de Surfe da PASA           | 5     | ARG Argentina CAN Canadá MEX México PER Peru PAN Panamá     |
| TOTAL                            | 10    |                                                             |

### Longboard
| Evento                                 | Vagas | Classificados                                        |
| -------------------------------------- | ----- | ---------------------------------------------------- |
| País-sede                              | 1     | CHI Chile                                            |
| Campeonato Mundial de Longboard da ISA | 4     |                                                      |
| Jogos de Surfe da PASA                 | 4     | BRA Brasil CAN Canadá CRC Costa Rica ESA El Salvador |
| TOTAL                                  | 9     |                                                      |